# Quả thóc

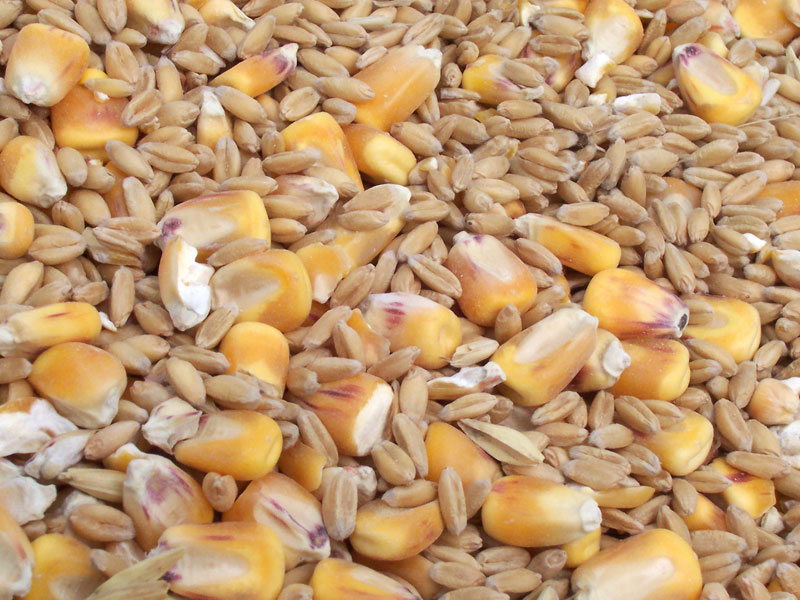
Một số chủng loại quả thóc

Trong thực vật học, quả thóc là một loại quả đơn khô — nghĩa là loại quả được tạo thành từ một lá noãn và không nứt (không mở ra khi chín) trông tương tự như quả bế nhưng khác ở chỗ là trong quả thóc thì vỏ quả hợp nhất với lớp áo hạt mỏng.
Quả thóc nói chung hay được gặp ở các loài trong họ Hòa thảo (Poaceae hay Gramineae), chẳng hạn như lúa mì, lúa, ngô.
Thuật ngữ ngũ cốc trong đời sống thông thường nói chung cũng được dùng để chỉ các loại hạt của các loài trong họ này, nhưng nó không hoàn toàn đồng nhất do một vài loại hạt khác cũng có thể dùng tên gọi đó mà không nằm trong họ Hòa thảo. Lưu ý rằng thành của quả và hạt hợp nhất chặt chẽ thành một khối duy nhất, và quả thóc là loại quả khô, trong cách dùng thông dụng không nhất thiết cần phải có sự tách rời về mặt kỹ thuật các thuật ngữ "quả" và "hạt" ở các loài cây có kiểu quả này. Ở nhiều loài cây trong họ Hòa thảo, cái gọi là "trấu" cần phải tách ra trước khi chế biến thành thức ăn trên thực tế là các lá bắc của hoa.
Ở lúa (Oryza sativa), bông con mang "hạt" thóc chứa một cặp lá bắc nhỏ và mảnh dẻ (gọi là "mày") ở phần đế của "hạt" và một cuống thóc. Cụm hoa bao gồm nhiều bông con, mỗi bông mang một "hạt" thóc. Cái gọi là "trấu" khi bóc tách ra khỏi gạo trong quá trình xay thóc là lá bắc lớn và lá bắc nhỏ, chúng hơi tách rời khỏi nhau. Hai lá bắc dai và cứng này bao bọc lấy hạt ngũ cốc hay quả thóc. Phôi (hay mầm) nằm ở phần trên của quả thóc. Phía dưới lớp vỏ quả bên ngoài màu ánh nâu và lớp áo hạt (gọi là "cám") là mô nội nhũ. Phần lớn vitamin B1 tập trung ở phôi mầm và cám, các phần bị loại bỏ đi gần hết khi người ta xát trắng và/hoặc đánh bóng gạo.
Gạo trắng đã đánh bóng đối với một số người là có hương vị thơm ngon hơn so với gạo lức (gạo chưa xát và đánh bóng). Hạt gạo sau khi xát và/hoặc đánh bóng trở thành mảnh dẻ hơn, với chỗ phôi mầm bị loại bỏ trở thành hơi nhọn đầu. Khi dùng gạo vào việc nấu ăn thì người ta chủ yếu sử dụng các mô nội nhũ giàu cacbohydrat nhưng vitamin B1 thì đã bị loại gần hết. Mặc dù khi xét về mặt giá trị dinh dưỡng thì gạo trắng là ít chất hơn so với gạo lức, nhưng gạo trắng vẫn được người châu Á ưa chuộng hơn.